# Reyer Venezia 1985-1986
Questa voce raccoglie le informazioni riguardanti la Reyer Venezia nelle competizioni ufficiali della stagione 1985-1986.

## Stagione
La Reyer con sponsor Giomo Cucine disputa il campionato di Serie A2 di pallacanestro maschile 1985-1985 terminando al 3º posto (su 16 squadre) conquistando la promozione in A1 per l'anno successivo.

## Roster
- Massimo Valentinuzzi
- Dražen Dalipagić
- Stefano Andreani
- Loris Barbiero
- Massimo Bini
- Andrea Gianolla
- Andrea Greco
- Fabio Marzinotto
- Otello Savio
- Aldo Seebold
- Carlo Spillare
- Floyd Allen[1]
- Allenatore: Antonio Zorzi[2]
- Vice allenatore: